# Łukasz Krzycki
Łukasz Krzycki (ur. 10 stycznia 1984 w Tychach) – polski piłkarz, występujący na pozycji środkowego pomocnika bądź obrońcy. Jego boiskowy przydomek to Krzyki. Wychowanek MOSM-u Tychy, przez większą część kariery związany z GKS-em Tychy i Piastem Gliwice.

## Kariera piłkarska
Urodzony w Tychach Krzycki jesienią 2001 trenował z juniorami MOSM-u Tychy, zaś wiosną tego samego sezonu dołączył do drugiej drużyny Piasta Gliwice. Jesienią 2002 roku, po półrocznej przygodzie z Piastunkami, zawodnik powrócił do rodzinnego miasta i przez kolejne trzy lata reprezentował barwy miejscowego GKS-u Tychy '71, grającego w IV lidze w I grupie śląskiej. Krzycki wielokrotnie był bliski awansu do III ligi wraz z GKS-em – podczas jego kariery w tym klubie drużyna trzykrotnie zajmowała drugie miejsce, a raz trzecie. Na wiosnę sezonu 05/06 Łukasz podpisał kontrakt z Piastem Gliwice, występującym w ówczesnej II lidze (obecnie rozgrywki te nazywane są I ligą). Zadebiutował w zespole jeszcze w rundzie jesiennej, 2 sierpnia 2005 z LKS-em Poborszów w rundzie wstępnej Pucharu Polski. W tamtym sezonie zaliczył jeszcze jeden występ. W sezonie 06/07 występował już częściej (14 mecze, 1 gol przeciwko Śląskowi Wrocław), a w rozgrywkach 07/08 był już podstawowym graczem drużyny, która z 3. miejsca awansowała do Ekstraklasy. W Ekstraklasie Krzycki zadebiutował 9 sierpnia 2008 w meczu z Cracovią (2:0), a swojego pierwszego gola strzelił 27 września tego samego roku w przegranym 1:3 meczu z Legią. W kolejnym sezonie Piast spadł z Ekstraklasy. Krzycki zaliczył tylko siedem występów w lidze, tracąc rundę wiosenną z powodu złamania nogi. W sezonie 2011/2012 z Piastem awansował do Ekstraklasy. W Ekstraklasie rozegrał 30 meczów i strzelił 2 gole.
W 2014 występował w bojszowskim klubie GTS Bojszowy. W lipcu 2015 ponownie stał się piłkarzem GKS Tychy.